# Динка језик
Динка језик (Thuɔŋjäŋ), је језик из породице нило-сахарских језика. Њиме се служи око 2-3.000.000 становника Јужног Судана, припадника етничке групе Динке. По броју говорника ово је најзаступљенији језик у овој земљи. Служи се латиничним алфабетом и подељен је на четири дијалекта, тј. група.

## Дијалекти
- паданг (нгок, луак, јак, рут)
- агар (алијап, атуот, гок)
- југоситочни (бор, хол, твик)
- рек (рек, апук, аван, лоу, твик)